# 滁州站
滁州站位于中华人民共和国安徽省滁州市南谯区腰铺镇，2010年开工建设，2011年6月30日随京沪高速铁路开通而投入使用，为上海铁路局管辖的客货运二等站，经过铁路有京沪高速铁路和建设中的北沿江高速铁路。车站距滁州市中心6.7km，距全椒县城中心13.3km。

## 车站规模
车站站房为“线侧下式”站房，主体高度为17.5米，总长117米，总宽32.4米，总建筑面积为4000平方米，候车室高峰小时聚集人数900人。

### 站线布置
滁州站现有站场规模为2台6线，正线2条，到发线4条；到发线有效长度为650m，正线及到发线均采用无砟轨道结构。车站设有岛式站台2座，宽12m，长为450m，编号1-4。站场上方被无站台柱雨棚覆盖，长421米，覆盖面积为24712平方米，为H型钢结构；站台与站房间设有结合车站进、出站流线模式的进站地道1座，宽8米；站房位于车站北侧，面积4500平方米。
建设中的北沿江高速铁路将在车站南侧新建沪渝蓉高铁车场，两场间相邻到发线距离为13m，同时预留滁扬城际车场；沪渝蓉场按2台6线规模布置，预留高铁物流基地引入条件。
| 1站台    | 京沪高铁 往上海虹桥站方向（南京南站） |
| 岛式站台 |                                       |
| 2站台    | 京沪高铁 往上海虹桥站方向（南京南站） |
| 通过线   | 京沪高铁 下行列车通过线               |
| 通过线   | 京沪高铁 上行列车通过线               |
| 3站台    | 京沪高铁 往北京南站方向（定远站）     |
| 岛式站台 |                                       |
| 4站台    | 京沪高铁 往北京南站方向（定远站）     |

## 接驳交通
- 南京地铁S4号线：滁州高铁站[3]